# 달밤체조2015
"달밤체조2015"는 2018년에 개봉한 대한민국 영화이다.

## 기획의도
1. 이것은 사랑에 대한 이야기다
서른네 살, 심야 음악프로그램을 진행하는 그녀의 주변에는
두 남자가 있다.
아내와 사별한, 아이가 딸린 서른여덟 라디오 피디와,
부잣집 아들이자, 꽃미남 검사인, 그녀에게 목숨 건 서른 살 연하남.
조건을 보고 고르자면 두 말할 것도 없이 연하남인데,
그녀는 사별남과 결혼하고자 한다.
그를 사랑하기 때문이다.
한 여자를 12년간 사랑해 온 남자가 있다.
그녀에게 멋진 남자가 되고자 검사가 되었는데,
이제 검사는 그녀에게 가장 쪽팔린 직업이 되고 말았다.
많은 사람이 부러워하는 그 자리를 버려도 좋다고 생각하며,
검찰 내부통신망 이프로스에 <총장님께 한 말씀 올립니다>라는 글을 올린다.
그녀를 사랑하기 때문이다.
반듯한 라디오 피디인 그 남자에게는 비밀이 있다.
그녀가 뭘 좋아하고 뭘 싫어하는지, 자신을 얼마나 사랑하는지도 잘 알지만,
자신도 그녀를 사랑하지만,
그녀가 홀아비와 결혼하는 것을 차마 용납할 수 없기에,
그녀를 향한 자신의 마음을 숨긴다.
진정으로 그녀를 아끼기 때문이다
관계를 시작하기에 앞서 조건을 먼저 따지는 요즘,
‘사랑’을 하는 사람들의 모습을 보여주고자 한다.

2. 이것은 일에 대한 이야기다
일을 하는 이유는 사람마다 다르다.
돈을 벌기 위해 일하는 사람이 있고,
권력을 얻고자 일하는 사람이 있는가 하면,
일이 좋아서 그 일을 제대로 하고 싶어 하는 사람도 있다.
검찰, 방송, 언론, 교육처럼,
수많은 사람들의 정신에 영향을 미치는 일이라면,
그 사회적 책무 또한 막중하기에,
돈이나 권력이 일의 동기가 돼서는 곤란하다.
그 일의 중요성을 알고 그 일을 제대로 하는 사람이 맡아야 하는 것이다.
그런데 현실은 오히려,
그런 일일수록 제대로 하기가 어렵다.
검찰의 일을 제대로 하려면 검찰총장의 명령에 저항해야 하고,
방송의 일을 제대로 하려면 굳게 자리 잡은 조직의 질서를 거슬러야 한다.
그 명령과 그 질서가 권력의 방패가 되기 위함일 때 더욱 그러하다.
사회적 책무가 막중한 일일수록 본분을 다하기가 겁나는 요즘,
용감하게,
일을 제대로 하고자 하는 사람들의 이야기를 들려주고자 한다.

3. 그리하여 이것은 삶에 대한 이야기다.
그녀를 갖지 못했어도, 12년을 한결 같이 사랑한 그 남자는 아름답다.
지금은 고인이 됐지만 대통령이 어떠해야 하는가를 제대로 보여줬던
노무현 대통령의 이름은 지금도 깊은 울림을 준다.
삶에 있어서 사랑과 일은 샴 쌍둥이처럼 닮아 있다.
제대로 할 때 그것은 아름답지만
제대로 하지 않을 때 그것은 추해지기 쉽다.
이것은 사랑에 대한 이야기다.
이것은 일에 대한 이야기다.
그리하여 이것은 삶에 대한 이야기다.

## 주요 등장인물
최영인 (34세)
신문사의 문학상을 수상한 작가이자, 새벽 두 시에 방송되는 SBC의 라디오 프로그램 <달밤체조>의 진행자. 결혼을 종용하는 어머니의 끈질긴 권유와, 12년을 이어온 준기의 집요한 구애에도 꿋꿋이 버티며, 대학교 선배이자 <달밤체조>의 담당 PD인 승준을 사랑한다.
양승준 (38세)
<달밤체조>를 기획하고 진행하는 PD. 음악프로그램에서 메시지를 전하는 것은 전파낭비라 주장하는 이진호 국장의 압력에도 불구하고, PD로서 소신을 지켜나간다. 소신 때문에 승진에서 누락되기도 하지만, 청취자 참여라는 콘셉트에 충실하고자 심야 프로그램에서 생방송이라는 형식을 고집한다. 4년 전 아내와 사별하고, 딸 솔이와 함께 살고 있다.
민준기 (30세)
남부지검에 근무하는 꽃미남 검사. 어릴 때부터 공부에는 별다른 취미가 없었지만, 고등학교 때 누나의 친구 최영인을 본 이후 태도가 돌변, 열심히 공부해 사법고시에 수석 합격했다. 그녀에게 폼 나는 남자가 되고자 검사가 되었고, 그녀의 마음에 들 수만 있다면 검사 자리도 흔쾌히 포기할 의사가 있다. 12년째 한결같이 최영인을 사랑하는 순정남.

## 캐스팅
- 김윤서 : 최영인 역
- 황기석 : 양승준 역
- 신민철 : 민준기 역
- 노회찬 : 노사장 역 - 정치를 잘 못 알고 있는 경상도 출신 아저씨
- 정청래 : 김청래 부장검사 역 - 검찰총장과 지검장의 명령을 충실히 따르는 부장검사
- 주진우 : 주기자 역 - 정의로운 대한민국 기자. 삼성 전문, MB 전문.
- 김용민 : 욕쟁이 역 - 욕쟁이 순대국 주인. 욕을 하지만 마음은 정의롭다.
- 신희철 : 진민수 역 - 남부지검에 근무하는 검사, 준기의 절친. 조직 내에서 처신에 서툰 동기 검사 준기를 표나지 않게 보호해준다
- 손승우 : 민준희 역 - 신뢰도 1위인 신문사의 기자, 영인의 절친이자 준기의 누나. 영인과 대학동기이고, 양승준의 대학 후배

- 배칠수 : MB 역(목소리) - 순대국집에 왔다가 주기자 때문에 들어가지 않는 의문의 남자
- 강희선 : 윤여사 역 - 딸 영인에게 점잖지만 끈질기게 결혼을 권유하는 인텔리 모친
- 나재균 : 남부지검장 역 - 검찰총장의 명령을 충실히 따르는 지검장
- 김주황 : 이진호 역 - 달밤체조를 못마땅해 하는 예능 PD 출신 라디오 국장
- 이지현 : 양솔 역 - 유치원에 다니는 승준의 딸
- 김희윤 : 오기철 역 - 매니저들에게 뇌물을 요구하는 라디오국 차장
- 정연 : 신경무 역 - 이진호 국장의 부당한 명령을 거역하지 못하는 라디오 1CP
- 김상훈 : 이재일 역 - 라디오 PD
- 정인영 : 신현아 역 - 라디오 PD
- 손정환 : 신학수 역 - 음반사 이사
- 천성 : 로드매니저 역 - 라디오 PD들에게 부탁하는 가수의 매니저
- 이상경 : 이종문 역 좋은 노래를 부르지만 가난한 가수
- 장현진 : 수사관1 역
- 장석진 : 수사관2 역
- 최가인 : 최인경 역 - 방송사 SBC의 노조위원장. 엔지니어출신
- 김영택 : 김종호 역 - SBC 노조 사무처장
- 한지성 : 조경희 역 - SBC 노조 공방위원장
- 이지이 : 채희 역 - 작고한 승준의 아내
- 신비 : 미나 역 - 솔이 유치원 친구
- 오중협 : 정엽 역 - 노사장의 조카. 정치에 관심 있다
- 이승준 : 은행원 역 - 승준의 대출을 담당한 은행 직원